# 克拉辛斯基宮
克拉辛斯基宮（波蘭語：Pałac Krasińskich）是位於波蘭首都華沙的一座巴洛克式建築。該建築修建於1677年至1683年。在二戰期間，該建築被德國燒毀並拆除，後得到重建。現在克拉辛斯基宮是波蘭國家圖書館的一部分，作為博物館展出波蘭的中世紀文獻和蕭邦手稿等。

## 外部連結
- （波兰語） Sąd Najwyższy （页面存档备份，存于）. Historical pictures of the palace.
- （波兰語） Pałac Krasińskich w Warszawie

52°14′57.59″N 21°0′13.72″E / 52.2493306°N 21.0038111°E